# Manuripi
Manuripi é uma província da Bolívia localizada no departamento de Pando, sua capital é a cidade de Puerto Rico.